# Jamie McAllister
Pour les articles homonymes, voir McAllister.
Jamie McAllister est un footballeur écossais, né le 26 avril 1978, à Glasgow en Écosse. Il joue au poste de défenseur ou milieu de terrain. d'arrière gauche ou de milieu gauche. devenu entraineur.

## Carrière en club
McAllister a connu la majorité de sa carrière en Écosse, répartie sur quatre clubs Queen of the South, Livingston ainsi que deux clubs du top niveau écossais, Aberdeen et Heart of Midlothian.
En 2006, il part pour les championnats anglais en signant pour Bristol City, au sein duquel il évolue toujours aujourd'hui et y a joué plus de 200 matchs toutes compétitions confondues. En janvier 2012, de retour à la suite d'une blessure, il est prêté pour la durée d'un mois au club de troisième division Preston North End afin de retrouver le rythme de la compétition. Le 2 mai 2012, il ne signe pas de nouveau contrat avec le club Bristol City, et alors est libéré.
Le 16 janvier 2015 il rejoint Exeter City.

## Carrière internationale
Jamie McAllister est sélectionnable pour l'Écosse et a connu une sélection contre Trinité-et-Tobago, le 30 mai 2004.

## Palmarès
- Coupe de la Ligue d'Écosse 2003-04 (avec Livingston, contre Hibernian, 2-0)